# Let's Meet Outside
Let's Meet Outside è il primo EP del cantautore polacco Mariusz Duda, pubblicato il 20 maggio 2022 dalla GlassVille Records.

## Descrizione
Il disco si compone di sei brani registrati agli inizi del 2022 e composti appositamente da Duda per la raccolta Lockdown Trilogy distribuita insieme all'EP stesso.
Il 3 febbraio Duda ha rivelato la copertina, curata nuovamente da Hajo Müller, mentre il 5 aprile ha annunciato la data di uscita e il singolo News from the World, reso disponibile per l'ascolto il 20 di tale mese.

## Tracce
Musiche di Mariusz Duda.
1. It All Started with This – 1:51
2. Lockdown 90-92 – 4:13
3. Offline Reverse – 4:24
4. News from the World – 7:52
5. Let's Meet Outside – 3:18
6. Drawing Rain – 2:15

## Formazione
- Mariusz Duda – voce, strumentazione, produzione
- Magda Srzedniccy – produzione, registrazione
- Robert Srzedniccy – produzione, registrazione
- Hajo Müller – copertina